# جانيت كامبل ويليام
جانيت كامبل ويليام (بالإنجليزية: Janet Campbell Hale)‏ هي كاتِبة وكاتبة للأطفال أمريكية، ولدت في 11 يناير 1946.

## وصلات خارجية
- جانيت كامبل ويليام على موقع الموسوعة البريطانية (الإنجليزية)